# Блаф (Јута)
Блаф (енгл. Bluff) насељено је место без административног статуса у америчкој савезној држави Јута.

## Демографија
По попису из 2010. године број становника је 258, што је 62 (-19,4%) становника мање него 2000. године.
| Група             | 2000.       | 2010.       |
| Белци             | 193 (60,3%) | 170 (65,9%) |
| Афроамериканци    | 0 (0,0%)    | 2 (0,8%)    |
| Азијати           | 0 (0,0%)    | 0 (0,0%)    |
| Хиспаноамериканци | 13 (4,1%)   | 13 (5,0%)   |
| Укупно            | 320         | 258         |